# Doha International Grand Prix
Il Doha International Grand Prix (it. Gran Premio Internazionale di Doha) era una corsa in linea maschile di ciclismo su strada che si disputò in Qatar dal 2004 al 2008. Faceva parte del circuito continentale UCI Asia Tour, inizialmente nella classe 1.1, poi declassato alla classe 1.2 nella sua ultima edizione del 2008.

## Albo d'oro
Aggiornato all'edizione 2008.
| Anno | Vincitore         | Secondo            | Terzo             |
| ---- | ----------------- | ------------------ | ----------------- |
| 2004 | Simone Cadamuro   | Tom Boonen         | Francesco Chicchi |
| 2005 | Robert Hunter     | Tom Boonen         | Lars Michaelsen   |
| 2006 | Tom Boonen        | Robert Hunter      | Erik Zabel        |
| 2007 | non disputato     | non disputato      | non disputato     |
| 2008 | Ayman Ben Hassine | Ahmed Mohammed Ali | Karim Jendoubi    |